# Sonata per viola (Boccherini)
La sonata per viola in do minore (G 18) è stata composta da Luigi Boccherini intorno al 1767 ed è una delle prime sonate per viola note. La sonata è stata talvolta collocata tra quelle per violoncello ed eseguita su tale strumento, ma la sua scrittura per viola è stata riconosciuta chiaramente, anche a giudizio di Pina Carmirelli, curatrice dell'edizione critica di Boccherini. La parte dello strumento principale è scritta interamente in chiave di contralto, che veniva talvolta impiegata da Boccherini nella scrittura violoncellistica in presenza di posizioni con pollice capotasto, ma mai in un'intera composizione per violoncello. Conservata in forma di manoscritto, la sonata è stata pubblicata solo nel 1959.
La composizione è strutturata in tre movimenti, con un primo tempo Moderato seguito da un Largo e conclusa da una coppia di danze ternarie (Minuetto con Trio).